# Wihtlæg
Wihtlæg ou Wiglek est un roi légendaire du Danemark ou du peuple germanique des Angles.

## Wihtlæg dans les sources anglo-saxonnes
D'après la Chronique anglo-saxonne, Wihtlæg est le fils du dieu Woden et le père de Varmund ; il est l'ancêtre des rois de Mercie. Cette origine divine se retrouve également dans l'Historia Brittonum et dans la « Collection anglienne ».

## Wiglek dans les sources scandinaves
D'après la Chronicon Lethrense, Wiglek est le fils du roi danois Rorik Slyngebond, lui-même fils du dieu Höd et de la déesse Nanna. Le troisième livre de la Geste des Danois de Saxo Grammaticus relate l'histoire sentimentale de Høtherus (qui correspond à Höd), fils du défunt roi de Suède Hothbrodus et élevé par le roi Gevarus. Les qualités de Höd/Høtherus séduisent la déesse Nanna, la fille de Gevarus, qui en tombe amoureuse. Après l'élimination de son rival Balderus, Høtherus épouse ensuite Nanna et devient souverain du Danemark. Mais le dieu Odin n'accepte pas la mort de Balderus et envoie d'autres guerriers qui finiront par tuer Høtherus. Néanmoins avant de mourir, Høtherus avait transmis ses pouvoirs de chef à son fils Hrærekr slöngvanbaugi, devenant ainsi l'ancêtre de la maison royale danoise.
Néanmoins, selon l'Edda de Snorri, la déesse Nanna fut l'épouse du dieu Baldr et qu'ils eurent un fils Forseti. À la mort de Baldr, Nanna meurt de chagrin et son corps fut déposé à côté de celui de Baldr dans un bateau qui fut brûlé selon la coutume scandinave.